# Mycobacterium tuberculosis var. africanum
Variété
Mycobacterium tuberculosis var. africanum – anciennement Mycobacterium africanum – est une variété de bactéries de la famille des Mycobacteriaceae. Comme les autres variétés de Mycobacterium tuberculosis c'est un agent infectieux responsable de la tuberculose humaine.

## Taxonomie
Ce taxon est décrit en 1969 par M. Castets et al. avec le rang d'espèce sous le nom de « Mycobacterium africanum ». En 2018 M.A. Riojas et al. démontrent par une étude génomique comparative qu'il s'agit en fait d'un sous-taxon de l'espèce Mycobacterium tuberculosis. L'étude n'ayant pas apporté d'argument en faveur d'une élévation au rang de sous-espèce, il est préconisé par l'ICSP de le désigner comme une variété (abréviation var.) de l'espèce dans laquelle il est inclus (Appendice 10 du code de nomenclature bactérienne, révision 1990).

## Pathogénicité
Cette variété présente une importante ségrégation géographique, l'infection tuberculeuse par M. tuberculosis var. africanum étant essentiellement présente en Afrique de l'Ouest où l'on estime qu'elle cause jusqu'à 40% des cas de tuberculose pulmonaire.